# Cameraria fasciata
Cameraria fasciata là một loài bướm đêm thuộc họ Gracillariidae. Loài này có ở Malaysia (Pahang, Negeri Sembilan).
Sải cánh dài khoảng 4.2 mm. Ấu trùng ăn Spatholobus species, bao gồm Spatholobus ferrugineus. Chúng ăn lá nơi chúng làm tổ.